# Rudy Gestede
Rudolphe Gestede (Essey-lès-Nancy, Francia, 10 de octubre de 1988) es un exfutbolista beninés que jugaba de delantero. Desde junio de 2024 es jefe de operaciones de fútbol del Blackburn Rovers F. C.

## Selección nacional
Fue internacional con la selección de Benín en 11 ocasiones.

## Clubes
| Club                            | País       | Año       |
| ------------------------------- | ---------- | --------- |
| F. C. Metz                      | Francia    | 2007-2011 |
| A. S. Cannes (cedido)           | Francia    | 2009-2010 |
| Cardiff City F. C.              | Gales      | 2011-2014 |
| Blackburn Rovers F. C. (cedido) | Inglaterra | 2013-2014 |
| Blackburn Rovers F. C.          | Inglaterra | 2014-2015 |
| Aston Villa F. C.               | Inglaterra | 2015-2017 |
| Middlesbrough F. C.             | Inglaterra | 2017-2020 |
| Melbourne Victory F. C.         | Australia  | 2020-2021 |
| Panetolikos                     | Grecia     | 2021      |
| Esteghlal F. C.                 | Irán       | 2021-2022 |

## Palmarés

### Campeonatos nacionales
| Título                       | Club               | País       | Año  |
| ---------------------------- | ------------------ | ---------- | ---- |
| Football League Championship | Cardiff City F. C. | Inglaterra | 2013 |
| Iran Pro League              | Esteghlal F. C.    | Irán       | 2022 |